# Xavier Fournier
Pour les articles homonymes, voir Fournier.
Xavier Fournier est un journaliste, essayiste, scénariste, réalisateur et conférencier français, principalement spécialisé dans le domaine de la bande dessinée américaine. Il collabore depuis 1998 au magazine Comic Box dont il est devenu le rédacteur en chef en 2011.

## Biographie
D'abord infographiste, Xavier Fournier a collaboré à des degrés divers à plusieurs jeux vidéo édités par Infogrames Entertainment. Il est crédité comme scénariste pour le jeu Eternam (1992) et l'un des graphistes sur Prisoner of Ice (1995). À partir de 1993, il publie ses premiers articles sur la bande dessinée américaine dans USA Magazine, aux éditions USA. Devenant journaliste à plein temps , il travaille pendant quelques années dans la presse quotidienne régionale avant d'intégrer en 1998 l'équipe fondatrice du magazine Comic Box, consacré à l'actualité des comics. Entre 2007 et 2014, il anime la rubrique hebdomadaire Oldies but Goodies sur le site internet de Comic Box.
Depuis 2010, il donne très régulièrement des conférences sur des créateurs ou des personnages emblématiques de la bande dessinée américaine. On a pu le voir intervenir au Festival international de la bande dessinée d'Angoulême sur des rétrospectives sur Carmine Infantino ou John Byrne. Il est co-scénariste de l'album de BD Catch Heroes (Jungle, 2010), une parodie de l'univers du catch américain.
S'étant intéressé à la figure du super-héros américain, il se lance également dans des recherches sur leurs équivalents français, à la suite desquelles il publie Super-Héros : une histoire française (Huginn & Muninn, 2014) ainsi que plusieurs articles liés au même sujet dans divers magazines culturels. Cet ouvrage lui vaut le Grand prix de l'Imaginaire de l'essai en 2015. Il publie par la suite plusieurs ouvrages liés à différents aspects des comics américains.
Entre 2019 et 2024, Xavier Fournier co-écrit avec Alex Nikolavitch un Guide de Gotham City, qui compulse 85 ans de publications des aventures de Batman pour définir la géographie de cette ville propre au héros de DC Comics. Ce guide est intégré dans le jeu de rôles Batman: The Gotham City Chronicles des éditions Monolith , édité en version française aussi bien qu'en langue anglaise.
Depuis 2021 il emprunte différentes approches pluridisciplinaires, d'abord en se mettant à écrire et co-réaliser plusieurs documentaires, toujours sur le thème des comics, pour le compte de Turner Broadcasting puis de Warner Discovery . La même année, il lance le podcast spécialisé Aventures Fiction . En 2023, le Futuroscope ouvre l'attraction Étincelle : La Malédiction de l'Opale Noire, basée sur ses travaux parus dans Super-Héros : une histoire française .
En 2024, il est l'un des commissaires de l'exposition Super-Héros & Cie, l'art des comics Marvel, produite par le musée de la Cité Internationale de la Bande-Dessinée et de l'Image, à Angoulême .

## Publications
Essais
- Comic Box Annuel 1, collectif, Éditions USA, 2002.
- Comic Box Annuel 2, collectif, Éditions USA, 2003.
- Comic Box Annuel 3, collectif, Éditions USA, 2004.
- Super-héros : une histoire française, Paris, Huginn & Muninn, 2014, 240 p. (ISBN 978-2-36480-127-1, présentation en ligne), [présentation en ligne].
- Super-Héros français : Une anthologie, Huginn & Muninn, 2015.
- Super-Héros : L'Envers du Costume, Fantask, 2016.
- Comics en guerre, Histoire et Collections, 2016.
- Kirbysphère, Éditions Caurette, 2020.
- Comic Box 1, Huginn & Muninn, 2022.
- Comic Box 2, Huginn & Muninn, 2023.

Bandes dessinées (albums)
- Catch Heroes (dessin de Jack Lawrence (en)), Jungle!, 2010.

## Télévision
- 2021 : Le Règne des super-héroïnes (auteur et co-réalisateur avec Frédéric Ralière, pour la chaîne Toonami et HBOMax pour la version internationale) [8].
- 2023 : Super-Vilain : l'enquête (auteur et co-réalisateur avec Frédéric Ralière, pour la chaîne Toonami et HBOMax pour la version internationale) [12].
- 2025 : Les Héritiers de Captain Africa, pour la chaîne Warner TV Next et HBOMax pour la version internationale)

## Distinction
- 2015 : Grand prix de l'Imaginaire de l'Essai pour Super-Héros : Une histoire française